# Cory Lidle
Cory Fulton Lidle (Hollywood, 22 de março de 1972 — Nova Iorque, 11 de outubro de 2006) foi um jogador de beisebol norte-americano. Ele jogava no New York Yankees, era arremessador e um dos recentes ídolos do time. Morreu tragicamente num acidente aéreo, juntamente com seu instrutor de voo Tyler Stange, quando a aeronave em que viajava colidiu contra um edifício de apartamentos na cidade de Nova Iorque. Tinha então 34 anos de idade.

## Vida pessoal
Nasceu em Hollywood, na Califórnia, e era filho de Doug e Lisa Lidle, e parente do engenheiro inventor Robert Fulton. Seu irmão gêmeo  Kevin Lidle jogava na minor league baseball inicialmente como catcher. Estudaram na South Hills High School en West Covina, California, finalizando seus estudos em 1990, era a escola dirigida por Jason Giambi.
Casou-se com Melanie Varela em 7 de janeiro de 1997. O casal teve um filho Christopher (nascido em 2000). 
Cory Lidle faleceu em um acidente de avião em 11 de outubro de 2006, aos 34 anos.

## Números na carreira
- Vitórias-Derrotas: 82-72
- Earned run average (ERA): 4.57
- Strikeouts: 838